# 浙江神学院
浙江神学院是一所由浙江省基督教两会主办的高等宗教院校，位于省会杭州市。该校努力打造以基督教协会、神学院、教会和家庭为基础的“四合一”新型教育模式。自1984年创校以来，浙江神学院为本省教会培养了两千多名荣神益人、爱国爱教的教牧人员。除了課堂教學，學生還到全省100多所基督教敬老院和各種基地實習。

## 简史
1984年10月，“浙江基督教神学专修学校”创办于杭州市基督教思澄堂。

1985年6月，经浙江省人民政府宗教事务局批准学校更名为“浙江神学院”，并开设两年制神学专科课程。
1987年，新增一年制进修科。
1995年，两年制神学专科升为三年制，学生总数达70人左右。
2000年，学院搬迁至杭州市滨江区江陵路。
2009年，创办院刊《浙江神学志》。
2011年，升格为高等基督教院校，开设四年制神学本科；
2015年，试办教牧研究生班。

## 现状
浙江神学院努力打造“四合一”的关怀教育模式：以基督教两会、神学院、教会和家庭四方来共同培养新型教牧人才。学校的宗旨是培养能自觉接受政府的领导，坚持基督教中国化，学识上有造诣，并能密切联系信徒的教牧人员。神学院的院训是：“纯洁、信实、和好、喜乐”。

课程设置有：教牧研究科、神学本科、圣经专科、圣乐专科和函授科。除了课堂教学，学生还到全省100多所基督教敬老院和各种基地实习（例如，教学研实践教育基地、爱国主义教育实践基地、反邪教警示教育基地、社会服务实践基地、文化艺术教育基地等）。学院还设立奖学金和助学金。

该院2022年有专职任课教师14人，客座教师15位，院长是潘兴旺。
图书馆2022年藏书纸质版5万余册，电子书近12.5万册。
目前有全日制学生、函授科学员、教牧研究生共近600名。自建校以来，学院培养毕业生共2300余人。他们大多留在本省各地教会侍奉。

该院还有校刊《浙江神学志》。内容涉及圣经神学研究、基督教中国化、神学英语等。

## 校园建筑
浙江神学院位于杭州市滨江区江陵路1425号，校区占地面积12亩，建筑面积15,000多平方米。主楼的塔楼高竖十字架。还有小礼拜堂（500座位）、图书馆、阅览室、教室、学员生活用房等。

## 外部連結
- https://www.ccctspm.org/ （页面存档备份，存于）  中国基督教网